# Rikarsjön
Rikarsjön är en sjö i Storumans kommun i Lappland och ingår i Umeälvens huvudavrinningsområde. Sjön har en area på 0,692 kvadratkilometer och ligger 710,4 meter över havet. Sjön avvattnas av vattendraget Rikarbäcken.

## Delavrinningsområde
Rikarsjön ingår i det delavrinningsområde (729992-145406) som SMHI kallar för Mynnar i Tängvattnet. Medelhöjden är 718 meter över havet och ytan är 13,4 kvadratkilometer. Det finns inga avrinningsområden uppströms utan avrinningsområdet är högsta punkten. Rikarbäcken som avvattnar avrinningsområdet har biflödesordning 3, vilket innebär att vattnet flödar genom totalt 3 vattendrag innan det når havet efter 409 kilometer. Avrinningsområdet består mestadels av skog (42 procent) och kalfjäll (47 procent). Avrinningsområdet har 0,85 kvadratkilometer vattenytor vilket ger det en sjöprocent på 6,3 procent.